# Sydney United 58 FC
Sydney United 58 hrvatski je nogometni klub iz Sydneya, koji je zajedno s Melbourne Knightsima stvorio najviše nogometnog podmladka, međunarodnih igrača, te reprezentativaca.
Odlukom Austalskoga nogometnoga saveza iz 1992. godine, svi klubovi su iz svojih naziva morali izbaciti nacionalna obilježja, tako je tadašnja Croatia Sydney FC promijenila ime u „Sydney United”.

## Povijest

### Rane godine
Croatia Sydney FC, proistekao je iz športskog kluba Croatia Sydney koji je nastao 1957. Klub su osnovali Hrvati koji su došli u Sydney poslije Drugoga svjetskog rata, u nastojanju da održe svoj nacionalni identitet te kao platforma za političko djelovanje u Australiji. Ubrzo nakon uključivanja u Nogometni savez Novog Južnog Walesa (NSWSFA), Croatia Sydney FC izbio je na čelo ljestvice i ubrzo se prebacuje u novoosnovanu buntovničku nogometnu ligu "NSW Soccer Federation" (NSWSF). Ovu buntovničku ligu stvorili su etnički klubovi nezadovoljni svojim položajem u NSWSFA-u, jer strukture unutar federacije nisu tolerirale nove nebritanske migrante. Prelaskom novih etničkih klubova u NSWSF, pro-anglosaski NSWSFA ubrzo propada. Trenutno NSWSF postaje dominantna i najbogatija nogometna federacija u Australiji. 

### Devedesete
U ranim devedesetima dolazi do mnogo promjena u Australskoj nogometnoj federaciji koje su pokrenute pojačanom potražnjom za dobrim igračima te visokim isplatama koje su mjesni klubovi dobivali od velikih europskih nogometnih klubova. Ova nogometna „zlatna groznica” dovela je do toga da se na čelo Federacije preko raznih lobističkih grupa dovede David Hill, inače karijerni državni poslovni manager. Plan David Hilla bio je istjerati sve etničke klubove, pod parolom približavanja nogometa „cijelome australskome puku”. 
Mišljenje koje je uvriježeno u medijima, te kroz niza lobističkih grupa da nogomet nije popularan u Australiji zbog etničke obojenosti športa te da je uzrok tome zajednice te etnički klubovi koče razvoj nogometa u Australiji. David Hill je za svog mandata vršio pritiskao sve etničke klubove preko nogometnoga saveza i raznih medijskih kuća. Među prvim potezima bilo je mijenjanje imena klubova. Klubovi su prosvjedovali, no to nije urodilo nikakvim plodom, a mediji su imali izgovora pojačati svoj pritisak na etničke odrednice u imenima nogometnih momčadi. Croatia Sydney je prvo promijenila ime u „Sydney Croatian Soccer Club” (skraćeno Sydney CSC) 1992., pri tome zadržavajući hrvatski grb na dresovima. Godinu dana poslije, David Hill je naredio skidanje svih etničkih simbola tako da je Sydney CSC promijenio ime u „Sydney United” 1993. te su se riješili hrvatskog grba i inih hrvatskih oznaka s dresa. 
Ohrabreni ovim uspjesima, australski nogometni savez nameće nova pravila i odredbe koja financijski sve više počinju pritiskati klub i zajednicu. Klub je prisiljen na gradnju većega stadiona, a nakon završetka novoga stadiona i tribina, zbog izgreda navijača na jednoj od utakmica slijedi zabrana igranja na domaćem terenu u sezoni 1996./97. i prisila igranja na ragbi stadionu u Parramatti. U idućoj sezoni Sydney United vraća se na domaći stadion u Edensor Parku. Klub i dalje nastavlja rad bez obzira na pritiske medija i Saveza. Svaki mali ispad navijača napuhuje se preko svih medija, isto tako zbog medijskih pritisaka mnogi navijači gube volju dolaziti na domaće utakmice, gubitku mnogih igrača te nezavidnoj financijskoj situaciji Sydney United ulazi u silaznu putanju. 

### 2000-ih
Velika promjena dolazi 2004. kada se raspušta nogometna federacija NSL ispod tereta duga, loših ugovora koje je sklopio bivši čelnih David Hill. Stvara se nova A-liga pod okriljem australskog multimilijardera Franka Lowyja. Ovim potezom Sydney United je izbačen zauvijek iz prve lige jer je nova A-liga uređena po sustavu franšize koja ima određena pravila; a jedno od pravila „da klubovi nisu u zdrugu s etničkim klubom”. Australija i Kanada su jedine dvije zemlje na svijetu koje imaju franšizni sustav natjecanja: momčadi koje se plasiraju zadnje ne ispadaju, postoje mnoge regulacije koje klubovi moraju ispunjati prema Savezu. Novi timovi mogu se dodati u natjecanju uz plaćanje franšizne licencije. „Sydney United 58”  nalazi se u NPL NSW ligi, u kojoj se klub natjecao u svojim samim početcima.

## Imena
- 1958. "Sydney Croatia"
- 1964. – 1965. "Metropolitan Adriatic"
- 1968. "South Sydney Croatia"
- 1984. "Sydney Croatia FC"
- 1992. "Sydney United SC"
- "Sydney United 58 FC"

## Uspjesi
- Rothmans Cup 1974.
- Minor Premiers 1986., 1996., 1996/97., 1998/99.
- Doprvaci NSL 1988., 1996/97., 1998/99.
- Kup NSL 1987.
- Finalisti NSLa (NSL = Australska nogometna liga prije 2004.) 1985. – 88., 1993/94. – 1998/99.
- Prvaci lige države Novog Južnog Walesa: 1977., 1982., 1983., 2006.
- Doprvaci lige države Novog Južnog Walesa: 1978., 1981., 2011.
- "premiers"[što je ovo] države Novog Južnog Walesa: 1977., 1978., 1979., 1981., 1982., 2009.
- Doprvaci regularne sezone lige države Novog Južnog Walesa: 1983.
- Finalisti lige države Novog Južnog Walesa: 1967., 1970., 1977., 1978., 1979., 1981., 1982., 1983., 2005., 2006., 2008., 2009., 2010., 2011.
- Pobjednici Continental Cup-a 2005.
- Australski hrvatski nogometni turnir: pobjednici 2006.

## Najpoznatiji treneri i igrači

### Poznati treneri
- Domagoj Kapetanović
- Branko Čulina
- Vedran Rožić

### Poznati igrači
- Mark Bosnich (Aston Villa, Manchester United, Chelsea)
- Tony Popović (Crystal Palace)
- Željko Kalac (Perugia, AC Milan)
- Ante Miličić (NAC Breda, HNK Rijeka)
- Jason Čulina (PSV Eindhoven)
- Graham Arnold (Roda JC, Liège, Charleroi,	NAC Breda); proglašen igračem godine u NSL (1986.); najbolji strijelac lige: 1986. (15 pogodaka)[1]
- Robbie Slater (Anderlecht, Lens, Blackburn Rovers, West Ham United, Southampton)
- Krešimir Marušić – proglašen igračem godine u NSL (sezona 1996./97.)[1]
- Mile Jedinak (Crystal Palace, Aston Villa)

## Vanjske poveznice
- Službene stranice Sydney Uniteda (engl.)